# Marcus Olsson (Regisseur)
Lars Göran Marcus Olsson (* 10. März 1972 in Bjärred, Grafschaft Skåne län, Schweden) ist ein schwedischer Film- und Theaterregisseur, Filmproduzent und Drehbuchautor, der im Jahr 2000 für einen Oscar nominiert war.

## Biografie
Olsson war Mitglied der achtköpfigen Comedy-Gruppe Varanteatern, die er verließ, um Regisseur zu werden. Er studierte Filmregie am Dramatiska Institutet DI. Bereits für und mit seinem zweiten Film Stora & små mirakel (1999) wurde er für einen Oscar nominiert. Darin geht es um einen schwedischen Dorfpfarrer, einen Abgesandten des Vatikans und den Sohn eines Bauernpaares, der ins Blickfeld des Vatikans geraten ist. Der Oscar ging jedoch an Barbara Schock und Tammy Tiehel und deren Film My Mother Dreams the Satan’s Disciples in New York. Dieser Film zeigt auf, dass die Annäherung einer Hausfrau aus dem Mittleren Westen der USA und einer Gruppe von Motorradfahrern, der „Hell’s Angels“, durchaus möglich ist.
Zu seinen bemerkenswerten Werken gehören I väntan på bruden (2000) sowie der Fernsehfilm Gustav III:s äktenskap (2001). Für seine Arbeit an diesem Film wurde er mit dem Prix Europa ausgezeichnet. Der Film zeigt, dass sich der schwedische König Gustav III. schwer mit der Brautwerbung um eine dänische Prinzessin tat und auf Hilfe angewiesen war. Des Weiteren drehte er den Fernsehfilm Ein einfacheres Leben (Ett enklare liv, 2008) und Episoden der Kriminalserie Mord im Mittsommer (Morden i Sandhamn, 2010). Auch produzierte er 2014 die preisgekrönte Dramakomödie Lost in Stångby und war im selben Jahr Mitbegründer einer Filmproduktionsfirma.
Olssons letzte bisher gelistete Arbeit ist die schwedische Geschichte eines unbekannten Helden. Das Dokudrama trägt den Titel The Swedish Connection und handelt von Gösta Engzell, einem Angestellten im schwedischen Außenministerium, der während des Zweiten Weltkriegs tausende von Menschenleben rettete und nebenbei das sogenannte neutrale Schweden in eine moralische Supermacht verwandelte.

## Filmografie (Auswahl)
- 1999: Faust i Piteå (Fernsehkurzfilm; Regie)
- 1999: Stora & små mirakel (Kurzfilm; Regie)
- 2000: I väntan på bruden (Kurzfilm; Regie)
- 2001: Regnspöken (Fernsehkurzfilm; Regie)
- 2001: Sjätte dagen (Fernsehserie; Regie) Staffel 4/Epis. 4, 5 + 6
- 2001: Gustav III:s äktenskap (Fernsehfilm; Regie)
- 2004, 2005: Orka! Orka (Fernsehserie; Drehbuch, Regie bei den Epis. 1–3, 15 + 20–22)
- 2006: Bensinstopp (Kurzfilm; Produzent)
- 2006: Mäklarna (Fernsehserie; Regie) Staffel 1, 6 Folgen
- 2008: Perrongen (Kurzfilm; Produzent)
- 2008: Ein einfacheres Leben (Ett enklare liv, Fernsehfilm; Regie)
- 2010: Mord im Mittsommer (Morden i Sandhamn, Fernsehserie; Regie) Staffel 1, Epis. 1–3
- 2013: Camilla Läckberg – Mord in Fjällbacka: Die Hummerfehde (Fjällbackamorden: Havet ger, havet tar, Fernsehfilm; Regie)
- 2014: Lost in Stångby (Kurzfilm, Drehbuch, Produzent)
- 2017: Happy Street (Fernsehserie; Drehbuch, Produzent)
- 2021: Allt för en sås (Kurzfilm; Drehbuch, Produzent, Regie)
- 2022: Merkurius Retrograd. Pilot (Kurzfilm; Drehbuch, Produzent)
- 2024: The Swedish Connection (Dokudrama; Regie, Drehbuch)

## Auszeichnungen (Auswahl)
- Uppsala International Short Film Festival 1999: Zweiter Preis für und mit Stora & små mirakel
- Oscarverleihung 2000: Oscarnominierung für und mit Stora & små mirakel in der Kategorie „Bester Kurzfilm“
- Prix Europa 2002: Gewinner des Prix Europa für und mit Gustav III:s äktenskap in der Kategorie „Fernsehfiktion“ gemeinsam mit Caisa Westling, Klas Östergren, Marek Wieser